# Bryan Mg
Bryan Mg (Gent, 9 oktober 1996), echte naam Bryan Mumvudi Gazambo, is een Belgisch rapper en zanger. De ouders van Bryan Mg zijn van Congolese achtergrond. Bryan staat onder contract bij het platenlabel Strikers.

## Carrière
Bryan Mg maakt muziek in het Nederlands, Frans en Engels. Zijn muziekstijl kan beschreven worden als hiphop, pop, rap en r&b, vaak met Caraïbische en Afro geïnspireerde beats. Wanneer Bryan in 2017 beseft dat zijn professionele voetbalcarrière niet van de grond zal komen besluit hij zich te storten op muziek via het platform SoundCloud. Na een beginnend succes brengt hij dat jaar samen met de Belgische rapper Chardy het nummer 'Voorbij' uit. Dit nummer kent meteen een aardig succes en Bryan brengt dat jaar ook nog de nummers 'Brand New Vibe' en 'OMG' uit.
In 2018 bracht hij zijn eerste LP MGSEASON uit. Dit in samenwerking met o.a. LouiVos, Yung Felix, Architrackz en Zurich Musiq. Het jaar erop bracht hij vervolgens de single 'Hard to get' uit in een samenwerking met Architrakz. Wat later dat jaar komt ook het nummer 'Désolé' uit.
In 2020 kwam MGSEASON 2 uit. Hij volgde in 2021 met het persoonlijk album Bryan. In 2022 kwam de single Nobody Knows uit, geproduceerd door ZeroDix.